# Phrygilus
Phrygilus – rodzaj ptaków z rodziny tanagrowatych (Thraupidae).

## Występowanie
Rodzaj obejmuje gatunki występujące w Ameryce Południowej.

## Morfologia
Długość ciała 14,5–16,5 cm, masa ciała 19,1–38,5 g.

## Systematyka

### Etymologia
Greckie φρυγιλος phrugilos – niezidentyfikowany ptak wymieniony przez Arystofanesa, być może jakaś zięba lub wróbel.

### Gatunek typowy
Fringilla gayi Gervais

### Podział systematyczny
Do rodzaju należą następujące gatunki:
- Phrygilus punensis Ridgway, 1887 – chruściak punański
- Phrygilus atriceps (d’Orbigny, 1838) – chruściak czarnogłowy
- Phrygilus gayi (Gervais, 1834) – chruściak szarogłowy
- Phrygilus patagonicus Lowe,PR, 1923 – chruściak magellański